# ダリア賞
ダリア賞は、日本中央競馬会（JRA）が新潟競馬場の芝1400mで施行するオープンクラスの特別競走である。競走名は植物のダリアに由来している。

## 概要
JRA認定競走で勝利した地方馬も出走可能な特別指定交流競走であり、このレースで2着以内に入った地方馬には新潟2歳ステークス及び中京2歳ステークスへの出走権が与えられる。
約1カ月後に同コースの芝外回り1600mで行われる新潟2歳ステークスが行われることから、そのステップレースという位置づけになる。ここで好走した馬は新潟2歳ステークスでも人気になりやすい。
出走資格は、サラ系2歳（旧3歳）のJRA所属の競走馬（外国産馬含む）、JRAに認定された地方所属の競走馬（6頭まで）及び外国調教馬である。
負担重量は馬齢重量で、54キロである。
総額賞金は3,040万円で、1着賞金1,600万円、2着賞金640万円、3着賞金400万円、4着賞金240万円、5着賞金160万円と定められている。

## 歴史
- 1995年 - 新潟競馬場芝内回り1200mとして新設。
- 1996年 - 福島競馬場の改修工事に伴い、中山競馬場の芝1200mにて施行。
- 1997年 - タマルファイターとタヤスアゲインが1着同着となる。
- 2000年 - 新潟競馬場の改修工事に伴い、中山競馬場の芝1200mにて施行。
- 2001年 - 馬齢表示の国際基準への変更に伴い、出走条件が「3歳」から「2歳」に変更。新潟競馬場の左回り芝内回り1200mに変更。
- 2002年 - 芝内回り1400mに変更。
- 2018年 - 国際競走に指定される[1]。
- 2020年 - COVID-19の流行により「無観客競馬」として開催。
- 2024年 - 暑熱対策による薄暮開催の実施に伴い、発走時刻を17時50分に設定かつ、この年に限り競走番号が第8競走から第11競走に変更。
- 2025年 - 暑熱対策による薄暮開催の実施に伴い、発走時刻を16時20分に設定。

### 歴代優勝馬
優勝馬の馬齢は、現行表記に揃えている。
| 施行日        | 競馬場 | 距離    | 優勝馬                          | 性齢 | 勝時計 | 優勝騎手        | 管理調教師        |
| ------------- | ------ | ------- | ------------------------------- | ---- | ------ | --------------- | ----------------- |
| 1995年8月19日 | 新潟   | 芝1200m | マイネオリーブ                  | 牝2  | 1:09.7 | 吉田豊          | 柴崎勇            |
| 1996年8月17日 | 中山   | 芝1200m | シンコウスプレンダ              | 牡2  | 1:09.3 | 柴田善臣        | 古賀史生          |
| 1997年8月16日 | 新潟   | 芝1200m | タヤスアゲイン タマルファイター | 牡2  | 1:10.1 | 柴田善臣 斉藤誠 | 山内研二 浜田勝三 |
| 1998年8月22日 | 新潟   | 芝1200m | カシノリファール                | 牝2  | 1:09.9 | 後藤浩輝        | 山内研二          |
| 1999年8月21日 | 新潟   | 芝1200m | ユウマ                          | 牡2  | 1:10.3 | 江田照男        | 増沢末夫          |
| 2000年8月19日 | 中山   | 芝1200m | マイネルカーネギー              | 牡2  | 1:10.3 | 吉田豊          | 稲葉隆一          |
| 2001年8月19日 | 新潟   | 芝1200m | ヘルスウォール                  | 牝2  | 1:09.8 | 後藤浩輝        | 森秀行            |
| 2002年8月10日 | 新潟   | 芝1400m | マルロス                        | 牝2  | 1:21.6 | 村田一誠        | 森秀行            |
| 2003年8月16日 | 新潟   | 芝1400m | ダイワバンディット              | 牡2  | 1:24.9 | 北村宏司        | 増沢末夫          |
| 2004年8月14日 | 新潟   | 芝1400m | マイネルレコルト                | 牡2  | 1:22.0 | 後藤浩輝        | 堀井雅広          |
| 2005年8月13日 | 新潟   | 芝1400m | コスモミール                    | 牝2  | 1:22.5 | 木幡初広        | 根本康広          |
| 2006年8月12日 | 新潟   | 芝1400m | マイネルレーニア                | 牡2  | 1:22.1 | 石橋脩          | 西園正都          |
| 2007年8月11日 | 新潟   | 芝1400m | スズジュピター                  | 牝2  | 1:21.4 | 後藤浩輝        | 高橋裕            |
| 2008年8月16日 | 新潟   | 芝1400m | パドブレ                        | 牝2  | 1:23.9 | 松岡正海        | 相沢郁            |
| 2009年8月08日 | 新潟   | 芝1400m | プリンセスメモリー              | 牝2  | 1:23.2 | 北村宏司        | 高橋義博          |
| 2010年8月07日 | 新潟   | 芝1400m | エーシンブラン                  | 牡2  | 1:21.2 | 北村宏司        | 坂口正則          |
| 2011年8月06日 | 新潟   | 芝1400m | エイシンキンチェム              | 牝2  | 1:21.8 | 福永祐一        | 高野友和          |
| 2012年8月04日 | 新潟   | 芝1400m | エイシンラトゥナ                | 牝2  | 1:21.8 | 内田博幸        | 松元茂樹          |
| 2013年8月03日 | 新潟   | 芝1400m | マキャヴィティ                  | 牡2  | 1:22.9 | 戸崎圭太        | 萩原清            |
| 2014年8月09日 | 新潟   | 芝1400m | ワキノヒビキ                    | 牡2  | 1:22.3 | 北村宏司        | 清水久詞          |
| 2015年8月08日 | 新潟   | 芝1400m | ペルソナリテ                    | 牝2  | 1:23.0 | 柴田大知        | 相沢郁            |
| 2016年8月06日 | 新潟   | 芝1400m | リンクスゼロ                    | 牡2  | 1:23.4 | M.デムーロ      | 森秀行            |
| 2017年8月05日 | 新潟   | 芝1400m | タイセイプライド                | 牡2  | 1:22.4 | M.デムーロ      | 西村真幸          |
| 2018年8月04日 | 新潟   | 芝1400m | アウィルアウェイ                | 牝2  | 1:21.6 | M.デムーロ      | 高野友和          |
| 2019年8月03日 | 新潟   | 芝1400m | エレナアヴァンティ              | 牝2  | 1:22.1 | 内田博幸        | 宗像義忠          |
| 2020年8月08日 | 新潟   | 芝1400m | ブルーバード                    | 牝2  | 1:23.4 | 柴田大知        | 中舘英二          |
| 2021年8月07日 | 新潟   | 芝1400m | ベルウッドブラボー              | 牡2  | 1:22.0 | M.デムーロ      | 和田雄二          |
| 2022年8月06日 | 新潟   | 芝1400m | ミシシッピテソーロ              | 牝2  | 1:21.7 | 木幡巧也        | 畠山吉宏          |
| 2023年8月06日 | 新潟   | 芝1400m | コラソンビート                  | 牝2  | 1:21.2 | 戸崎圭太        | 加藤士津八        |
| 2024年8月04日 | 新潟   | 芝1400m | プリティディーヴァ              | 牝2  | 1:21.6 | C.ルメール      | 田中博康          |
| 2025年8月09日 | 新潟   | 芝1400m | ハッピーエンジェル              | 牝2  | 1:21.5 | 三浦皇成        | 武市康男          |

## その他
- 2002年から2008年にかけて新潟競馬場ではダリア賞の他に2歳オープン競走としてマリーゴールド賞が施行されていたが、2009年にダリア賞に一本化されて休止となった。

### 各回競走結果の出典
- JRA年度別全成績
  - （2018年）“第2回 新潟競馬 第3日” (PDF).   日本中央競馬会. p. 4 (2018年8月5日). 2018年8月5日閲覧。

netkeiba.comより（最終閲覧日：2015年8月10日）
- 1995年、1996年、1997年、1998年、1999年、2000年、2001年、2002年、2003年、2004年、2005年、2006年、2007年、2008年、2009年、2010年、2011年、2012年、2013年、2014年、2015年、2016年、2017年